# Consiglio privato del Re per il Canada
Il Consiglio privato del Re per il Canada (King's Privy Council, abbreviato in "KPC", oppure His Majesty's Privy Council in lingua inglese, o Conseil privé du Roi pour le Canada, abbreviato in "CPR" in lingua francese, a volte conosciuto semplicemente come Consiglio privato o Privy Council,) è un'istituzione del governo del Canada.
L'istituzione venne creata con la costituzione del 1867 con il compito di consigliare il sovrano e il governatore generale che lo rappresenta nelle decisioni riguardanti l'amministrazione dello Stato e gli affari costituzionali. I suoi membri sono nominati a vita dal governatore generale e possono essere da lui revocati.
Il suo ruolo nel governo del Canada è oggi puramente simbolico.
Su indicazione del primo ministro, il governatore generale nomina i ministri di ogni nuovo governo e il primo ministro può inoltre raccomandare la nomina di persone come speciale onore. Ne fanno dunque parte i ministri del governo in carica, ministri nei governi precedenti e altre personalità importanti.